# Commentariolum petitionis
Il Commentariolum petitionis (Manualetto di campagna elettorale), conosciuto anche come De petitione consulatus (Sulla candidatura al consolato), è un saggio in forma epistolare tradizionalmente attribuito a Quinto Tullio Cicerone, che l'avrebbe composto all'incirca nel 65-64 a.C. come guida per il fratello Marco Tullio nella campagna elettorale del 64, dalla quale sarebbe uscito console della Repubblica romana per il 63 a.C.
Il saggio presenta uno stile altamente retorico e non contiene alcuna informazione che Cicerone, esperto politico, non conoscesse già: per questi motivi la sua autenticità è stata messa in dubbio. Molti studiosi ritengono che l'opera non fu scritta da Quinto Tullio per la campagna del fratello, ma da un autore ignoto del primo impero, nel periodo tra Augusto e Traiano, come esercizio di retorica tipico dell'epoca. Altri ritengono invece che il libretto sia stato effettivamente scritto da Quinto, forse allo scopo di essere pubblicato a fini di propaganda.

## Contenuto
Nel testo, composto da 58 periodi divisi in 14 capitoli, Quinto Tullio suggerisce al fratello tutte le mosse necessarie ad acquisire il consenso elettorale in maniera piuttosto spregiudicata: nella campagna elettorale infatti è più importante apparire che essere.
(Q. Tullio Cicerone, Commentariolum petitionis 1)
Di qui si snoda l'impianto manualistico dell'opera. Il candidato dovrà lusingare l'elettorato, promettere vantaggi ai potenziali elettori, mostrarsi potente e ammirato, fare promesse precise ma non dispendiose, diffamare gli avversari, farsi amici uomini potenti, visitare ogni singolo municipio adattandosi all'elettorato locale, senza mai prendere una decisa posizione politica.

## Tradizione manoscritta
Il testo del Commentariolum petitionis non si trova nel Codex Mediceus, fonte maggiore delle Epistulae ad familiares di Cicerone.
Compare invece alla fine delle Epistulae ad Quintum Fratrem nei codices Berolinensis e Harleianus, sebbene quest'ultimo includa solo i primi otto paragrafi sui cinquantotto dell'opera completa.

## Autenticità dell'opera

### Argomentazioni linguistiche
Si possono identificare tre punti chiave, in particolare dal lavoro di Eussner e Hendrickson, che riassumono le argomentazioni di carattere linguistico contro l'autenticità dell'opera:
1. Il vocabolario del Commentariolum non è quello generalmente utilizzato al tempo in cui Cicerone concorreva al consolato. L'uso del termine suffragatorius nell'opera è un hapax legomenon. Ci sono espressioni non comuni come cura ut e fac ut.
2. Lo stile del Commentariolum non è quello tipico di Quinto Tullio Cicerone. Sercondo Hendrickson lo stile asciutto conferma la tesi dell'esercizio scolastico.[5])
3. Nel Commentariolum vi è una serie di strutture linguistiche, metafore, costruzioni corrispondenti a opere seriori di Marco Tullio Cicerone (In toga candida del 64 a.C., Pro Murena del 62 e De haruspicum responsis del 56).

Le prime due argomentazioni sono state largamente confutate. Tyrell e Purser mostrano che esistono altri hapax in Quinto, e che altre costruzioni messe in dubbio da Eussner sono riscontrabili in Plauto e Marco Cicerone stesso. Essi ritengono anche che, con solo quattro lettere di Quinto giunte ai giorni nostri, tra l'altro solo in alcuni frammenti, è difficile capire quale sia il suo vero stile. Le lodi di M. Cicerone per lo stile del fratello minore sarebbero iperboliche.
La terza argomentazione non può essere rifiutata. Mentre alcune simiglianze nella Pro Murena possono derivare dalla materia simile, le correlazioni tra i frammenti della In toga candida e il Commentariolum sono troppo forti per essere ignorate. Queste correlazioni possono comunque essere considerate (come in effetti avviene) nella direzione opposta: le similarità tra il Commentariolum e alcune opere più tarde di Cicerone significano appunto che Marco Tullio è stato influenzato dal fratello.

### Argomentazioni contenutistiche
Henderson porta molte argomentazioni per affermare che il Commentariolum è anacronistico.
1. Le colpe attribuite a Lucio Sergio Catilina in Commentariolum 10 sono le stesse attribuite a Clodio in De haruspicum responsis 42.
2. La proscrizione di Gaio Antonio Ibrida è retrodatata, essendo avvenuta nel 59 a.C..
3. Il processo a Q. Gallo, citato nel Commentariolum, non avvenne fino al 64, ma sicuramente dopo le elezioni.
4. L'autore del Commentariolum non conosceva il doppio significato di sodalitas, che vale gruppo di amici ma anche gruppo elettorale illegale.
5. L'humanitas di Cicerone è retrodatata: non può essergli attribuita prima delle sue opere filosofiche (55-44 a.C.)
6. Non si fa menzione della cosiddetta "prima congiura di Catilina]" che scompare dagli annali storici dopo Tito Livio.

Balsdon si pronuncia in favore dell'autenticità del Commentariolum confutando molti degli argomenti di Henderson: le somiglianze tra il Commentariolum e il De haruspicum responsis possono essere semplicemente retoriche. Q. Gallo potrebbe essere stato processato due volte, o avrebbe potuto chiamare Cicerone come difensore anche nel 66 a.C., mentre il processo sarebbe iniziato due anni più tardi. Il termine sodalitas non indicò un gruppo elettorale illegale fino al 59.
Con lui concorda Nisbet (che scrive contro l'autenticità) nel suggerire che la proscrizione di Antonio potrebbe indicare qualcosa di più semplice rispetto alla vendita dei beni in seguito alla bancarotta che pare intendere Henderson. Richardson infine annota che la prima congiura di Catilina non fu menzionata fino all'orazione In toga candida e la sua omissione sarebbe invece prova di autenticità dello scritto.
Nisbet inoltre afferma che il Commentariolum ritiene Cicerone degno di difendere consoli, per quanto Cicerone non avesse mai difeso un ex-console (questa sezione del Commentariolum corrisponde ad una sezione di In toga candida). Nisbet non crede che questa sia un'illusione alle potenzialità, perché non risponderebbe ai principi della retorica. McDermott risponde dicendo che Cicerone avrebbe potuto già essersi accordato per difendere Pisone, e che questo fatto fosse noto a Quinto.